# Gargàs (Alta Garona)
Gargàs (francès Gargas) és un municipi francès del departament de l'Alta Garona, a la regió Occitània. És una comuna de l'àrea urbana de Toulose, situada a 20 km al nord d'aquesta ciutat. El 2011 la comuna tenia 651 habitants. L'evolució del nombre d'habitants es coneix a partir dels censos de la població efectuats a la comuna el 1793.

## Monuments

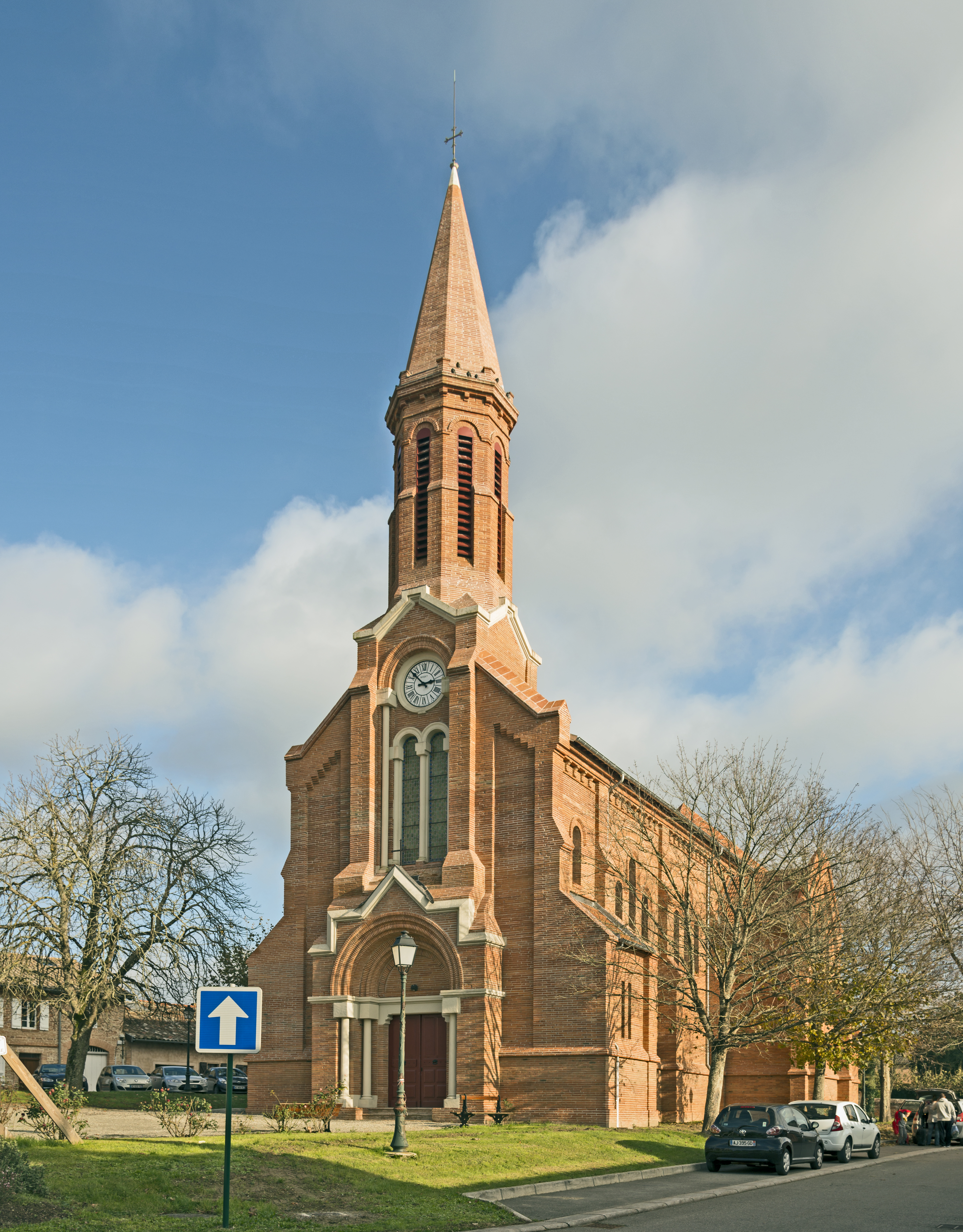
L'església.